# Vũ Tuấn Anh
Vũ Tuấn Anh (sinh ngày 8 tháng 11 năm 1969) là chính trị gia nước Cộng hòa xã hội chủ nghĩa Việt Nam. Ông hiện là Ủy viên Thường trực Ủy ban Tài chính – Ngân sách của Quốc hội, Đại biểu Quốc hội khóa XV từ Phú Thọ. Ông từng là Ủy viên Ban Thư ký của Quốc hội, Vụ trưởng Vụ Tài chính – Ngân sách, Văn phòng Quốc hội.
Vũ Tuấn Anh là đảng viên Đảng Cộng sản Việt Nam, học vị Cử nhân Kinh tế, Thạc sĩ Tài chính – Ngân hàng, Cao cấp lý luận chính trị. Ông có sự nghiệp từng công tác ở nhiều cơ quan địa phương, trung ương trước khi tập trung hoạt động Quốc hội.

## Xuất thân và giáo dục
Vũ Tuấn Anh sinh ngày 8 tháng 11 năm 1969 tại xã thị xã Lào Cai, nay là thành phố của tỉnh Lào Cai, quê quán ở xã Hoàn Long, huyện Yên Mỹ, tỉnh Hưng Yên. Ông lớn lên và tốt nghiệp phổ thông ở Lào Cai, học đại học ở Hà Nội và tốt nghiệp Cử nhân Kinh tế, chuyên ngành ngân hàng, sau đó tiếp tục học cao học và nhận bằng Thạc sĩ Tài chính – Ngân hàng. Ông được kết nạp Đảng Cộng sản Việt Nam vào ngày 1 tháng 2 năm 2000, trở thành đảng viên chính thức sau đó 1 năm, từng theo học các khóa chính trị ở Học viện Chính trị Quốc gia Hồ Chí Minh và tốt nghiệp Cao cấp lý luận chính trị. Nay ông thường trú ở phường Láng Hạ, quận Đống Đa, thành phố Hà Nội.

## Sự nghiệp
Tháng 10 năm 1991, sau khi tốt nghiệp đại học, Vũ Tuấn Anh được tuyển dụng công chức vào Cục Thuế tỉnh Yên Bái, bắt đầu ở vị trí Kiểm soát viên thuế. Ông công tác liên tục gần 10 năm 1991–2000, rồi chuyển sang làm Chuyên viên Cục Thuế từ tháng 4 năm 2000. Vào tháng 6 năm 2003, ông được điều lên Bộ Tài chính, được bổ nhiệm làm Chuyên viên Thanh tra Bộ, và sau đó là Thanh tra viên từ tháng 9 năm 2005. Tháng 12 năm 2008, ông được điều tới Văn phòng Quốc hội, là Chuyên viên Vụ Tài chính – Ngân sách, nâng ngạch Chuyên viên chính từ tháng 12 năm 2010. Tháng 6 năm 2012. ông được bổ nhiệm làm Phó Vụ trưởng Vụ Tài chính – Ngân sách, là Chi ủy viên Chi bộ Vụ, được giao công tác phụ trách vụ từ tháng 7 năm 2016.
Tháng 1 năm 2017, Vũ Tuấn Anh được nâng ngạch Chuyên viên cao cấp, là Quyền Vụ trưởng Vụ Tài chính – Ngân sách, rồi chính thức là Vụ trưởng từ tháng 7, đồng thời kiêm nhiệm là Ủy viên Ban Thư ký Quốc hội, Phó Bí thư Chi bộ Vụ từ tháng 9 cùng năm. Năm 2021, ông được Ủy ban Trung ương Mặt trận Tổ quốc Việt Nam, Ủy ban Thường vụ Quốc hội giới thiệu tham gia ứng cử đại biểu Quốc hội từ Phú Thọ, thuộc đơn vị bầu cử số 3 gồm huyện Thanh Ba, Hạ Hòa, Cẩm Khê, rồi trúng cử Đại biểu Quốc hội khóa XV với tỷ lệ 86,89%. Ngày 21 tháng 7 năm 2021, ông được phê chuẩn làm Ủy viên Thường trực Ủy ban Tài chính – Ngân sách của Quốc hội.